# Arcuaplectron woocallense
Arcuaplectron woocallense is een insect uit de familie van de mierenleeuwen (Myrmeleontidae), die tot de orde netvleugeligen (Neuroptera) behoort. 
Arcuaplectron woocallense is voor het eerst wetenschappelijk beschreven door New in 1985.